# رباتیک متن باز

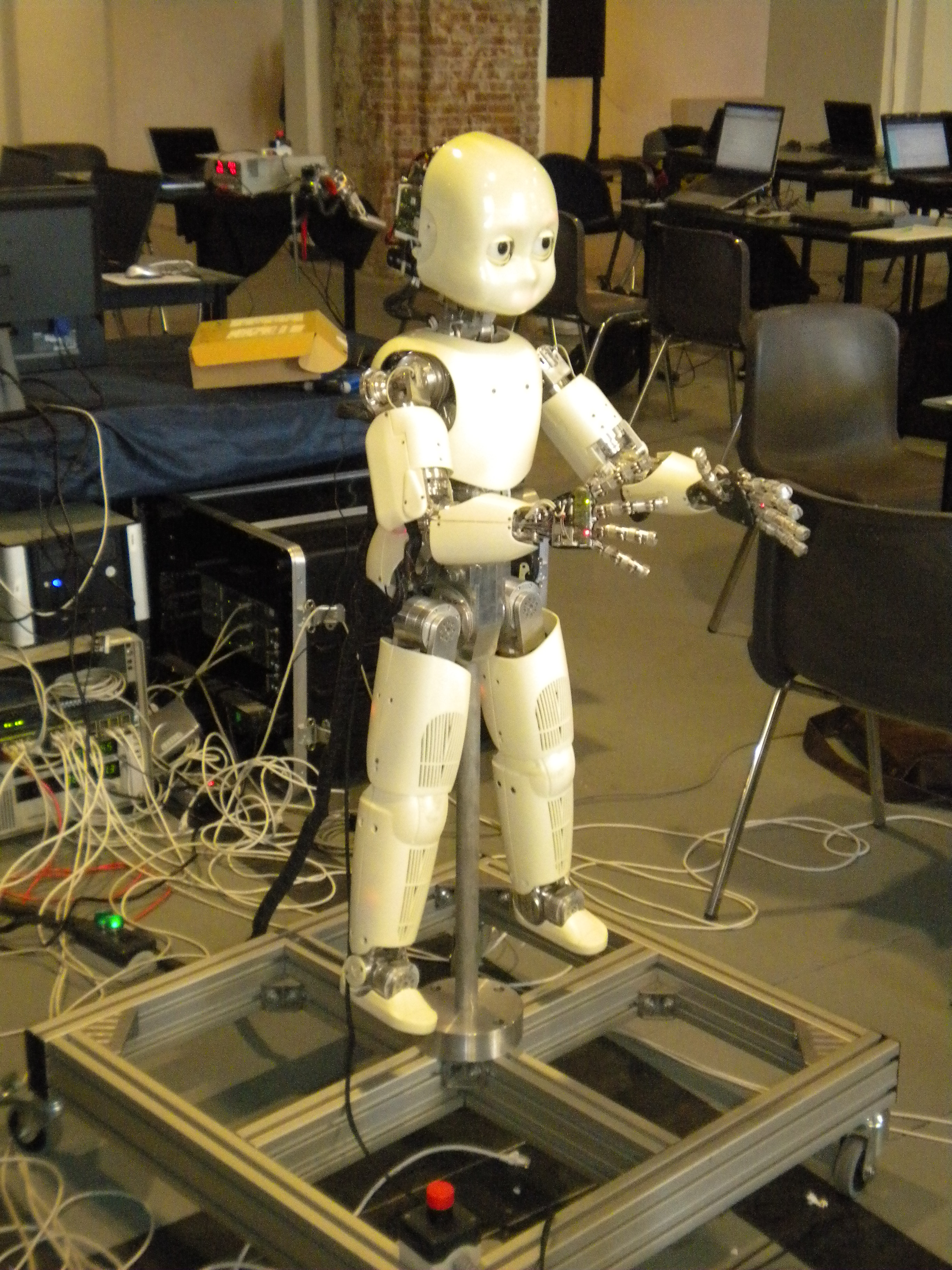
یک روبات متن باز به نام iCub. روبات ۱۰۴ سانتی‌متر ارتفاع و ۲۲ کیلوگرم وزن دارد.

در روباتیک متن‌باز (OSR) (به انگلیسی Open-source robotics) از سخت‌افزار متن‌باز و آزاد و نرم‌افزار متن‌باز استفاده می‌شود که بلوپرینت‌ها، طرح واره‌ها و کدهای منبع را فراهم می‌کند. این اصطلاح به آن معنی است که سخت‌افزار به سادگی و از طریق قطعات و ابزارهای در دسترس قابل ساخت است.

## سیستم‌های فعلی

### روبات‌های گانتری متن‌باز
| نام        | توضیحات     | نوع       |
| ---------- | ----------- | --------- |
| RepRap     | چاپگر 3D    | 3D پرینتر |
| Contraptor | پلاتر CNC   | پلاتر     |
| FarmBot    | باغبانی CNC | باغبانی   |

### بازوها و دست‌های روباتی متن‌باز
| نام                    | توضیحات | نوع         |
| ---------------------- | --- | ----------- |
| OSRA                   | بازوی روباتیک متن باز Oomlout | بازوی روبات |
| Yale Open Hand Project | دست روباتیک قابل سفارشی سازی، چاپ 3D شده و قابل انطباق از دانشگاه ییل مستندات کامل و فراگیر در دسترس است اما مجوز CC-BY-NC با سخت‌افزار متن باز سازگار نیست. | دست روبات   |
| Robotarm.org           | یک انجمن روباتیک شامل تعداد زیادی پروژه بازوی روباتیک نیمه کامل                                                                                             | بازوی روبات |
| Evil minion            | بازوی روباتیک کامل (فایل‌های CAD و نرم‌افزارها نیز در دسترس هستند)                                                                                            | بازوی روبات |
| Open Source Ecology    | شامل طرح‌هایی برای بازوهای روباتیک صنعتی | بازوی روبات |

### روبات‌های سیار متن‌باز
| نام                                                    | توضیحات                                                                     | نوع                                                                       |
| ------------------------------------------------------ | --------------------------------------------------------------------------- | ------------------------------------------------------------------------- |
| e-puck mobile robot                                    | یک روبات موبایل سخت‌افزار باز با هدف آموزش                                   | آموزشی                                                                    |
| Ardumower                                              | روبات متن باز چمن زن بر پایه آردوینو مگا                                    | -                                                                         |
| روبات Arduino                                          | روبات Arduino اولین آردوینو رسمی بر روی چهار چرخ                            | بر اساس آردوینو                                                           |
| Hexy                                                   | یک یکت متن باز و کم هزینه                                                   | Hexapod                                                                   |
| Leaf Project                                           | -                                                                           | -                                                                         |
| OpenROV                                                | روبات زیرآب متن باز                                                         | آموزشی و اکتشافی                                                          |
| Pulurobotics                                           | روبات موبایل متن باز خودران                                                 | آموزشی، کاربردی، قادر به حمل بار سنگین، ارزان، سازگار با سیستم عامل روبات |
| Thymio                                                 | Thymio یک روبات آموزشی با دو چرخ و تعداد زیادی حسگر برنامه‌ریزی شده با Aseba | آموزشی                                                                    |
| Vorpal The Hexapod                                     | Vorpal روبات هگزاپاد کم هزینه، چاپ 3D شده و قابل برنامه‌ریزی                 | آموزشی                                                                    |
| Open-source Micro-robotic Project                      | یک روبات متن باز برای فضاهای ازدحامی (Swarm Space)                          | -                                                                         |
| OPSORO بایگانی‌شده در ۹ ژوئیه ۲۰۱۷ توسط Wayback Machine | یک پلتفرم باز برای روبات‌های اجتماعی                                         | روبات‌های اجتماعی، آموزشی                                                  |
| OSCar                                                  | خودروی متن باز                                                              | خودرو                                                                     |

### رو‌بات‌های متن‌باز هوایی
| نام                | توضیحات | نوع                                                                     |
| ------------------ | --- | ----------------------------------------------------------------------- |
| ArduPilot          | یک چارچوب روبات پروازی که سخت‌افزار و نرم‌افزارش بر پایه آردوینو است                                                      | پهپاد و کوادکوپتر                                                       |
| OpenPilot          | چارچوب روبات پروازی با سخت‌افزار و نرم‌افزار بر پایه میکروکنترلر STM32                                                    |                                                                         |
| LibrePilot         | روی تحقیق و توسعه سخت‌افزار و نرم‌افزار متن باز تأکید دارد تا در کاربردهای مختلی مثل کنترل وسیله نقلیه قابل استفاده باشد. | روباتیک - وسایل نقلیه خودران بدون سرنشین، مالتی روتر، Fixed Wing، خودرو |
| پروژه Paparazzi    | چارچوب روبات پروازی که سخت‌افزار و نرم‌افزارش بر پایه تراشه Lisa/S است                                                    |                                                                         |
| راب                | چارچوب روبات پروازی با سخت‌افزار و نرم‌افزار                                                                              |                                                                         |
| PX4 خلبان اتوماتیک | چارچوب روبات پروازی با سخت‌افزار و نرم‌افزار بر پایه پردازنده STM32F427 Cortex M4 core with FPU                           |                                                                         |

### روبات‌های متن‌باز انسان‌نما
| نام           | توضیحات | نوع                       |
| ------------- | --- | ------------------------- |
| iCub          | بوسیله اتحادیه اروپا پشتیبانی مالی شده و در بسیاری از دانشگاه‌ها استفاده می‌شود | انسان نما                 |
| DARwIn-OP     | در مسابقات ICRA و RoboCup استفاده می‌شود | انسان نما                 |
| InMoov        | یک روبات انسان نمای با سخت‌افزار و نرم‌افزار متن باز و چاپ 3D شده که به اندازه یک انسان واقعی است. ازMyRobotLab به عنوان نرم‌افزار استفاده می‌نماید. مستندسازی جامع این ر بات تجت مجوزCC-BY-NC در دستر است اما با تعاریف روبات سخت‌افزار باز سازگاری ندارد. | انسان نما                 |
| Poppy-project | هدف این پروژه ساخت یک چارچوب روبات انسان نمای متن باز با استفاده از سخت‌افزار و نرم‌افزار قابل اطمینان، انعطاف‌پذیر و سهل الاستفاده است. این پروژه مستندسازی قوی ای دارد.                                                                                 | آموزشی، پژوهشی، انسان نما |
| DoraBot       | دستیار روباتیک متن باز DORA یک روبات متن باز همه منظوره است. آخرین بروزرسانی پروژه مربوط به سال ۲۰۱۲ است. | همه منظوره                |
| NimbRo-OP     | - | انسان نما                 |
| Tingu         | منبع باز روبات انسان نما پروژه. | انسان نما                 |
| DroidBot      | روبات اندروید با برنامه اندرویدی به نام Inventor و از طریق بلوتوث کنترل می‌شود. | اجزای Arduino             |
| r-One         | روبات پیشرفته و کم هزینه برا اهداف پژوهشی و آموزشی | آموزشی                    |

### روبات‌های متن‌باز کمکی
| نام     | توضیحات | نوع         |
| ------- | --- | ----------- |
| Autobed | روبات متن باز قابل کنترل از طریق وب که در آزمایشگاه Healthcare Robotics Lab در دانشگاه Georgia Tech توسعه داده شده‌است. | تخت روباتیک |

### سایر
| Name                   | Description | Type                             |
| ---------------------- | --- | -------------------------------- |
| LH001                  | روبات سخت‌افزار باز برای کنترل مایعات در پژوهش‌های پزشکی. آخرین بروزرسانی در سال ۲۰۱۱ انجام گرفته‌است | Liquid Handling                  |
| multiplo               | سخت‌افزار، لوازم الکترونیکی و نرم‌افزار متن باز به همراه مستندات برای تهیه نمونه اولیه و پروتوتایپ. | -                                |
| OHMM                   | Open-hardware mobile manipulator | -                                |
| Open Automaton Project | - | -                                |
| Q.bo                   | - | -                                |
| Qwerkbot               | روبات متن باز ساده از دانشگاه Carnegie Mellon University |                                  |
| Sparki                 | روبات متن باز بر پایه آردوینو | آموزشی                           |
| Sparky Jr.             | پروژه پژوهشی تلسکوپ موبایل | -                                |
| Open Robot Hardware    | - | Open-Source Initiative/Community |
| Balanduino             | Arduino-compatible based on Arduino. Licensed under BY-NC-SA, which is not compatible with the Open-source hardware definition. Bluetooth ready. Android app.                                                         | Self-balancing robot             |
| Orb Swarm              | Kinetic art: autonomous spherical robots exhibiting complex motion. Project last active May 2013. Open software but no comprehensive list of hardware parts. Not compatible with the Open-source hardware definition. | Exhibition-                      |
| TOAZ                   | Artistic Robot: The World First Open-Source Carbon Fiber Transformable 4 Legs Robot under CC-BY-SA It is developed base on the Adafruit Feather Development Platform.                                                 | Open-Source                      |

## میان‌افزارهای روباتیک متن‌باز
میان‌افزارها، مؤلفه‌های سخت‌افزاری و نرم‌افزاری با قابلیت استفادهٔ مجدد هستند که می‌توانند در پروژه‌های روباتی متنوع استفاده گردند.

### مؤلفه‌های نرم‌افزاری
- ROS (روبات سیستم عامل) کتابخانه‌ها و ابزارهایی برای کمک به توسعه دهندگان در اختیار می‌گذارد. ROA خدماتی مثل انتزاع سخت‌افزار، درایور دستگاه‌ها، کتابخانه‌ها، ویژوالایزرها، انتقال پیام (Message-passing)، مدیریت بسته و غیره را فراهم می‌کند. ROA تحت مجوز متن باز BSD است.[۳۷] ROS در حال حاضر روی بیش از ۵۰ روبات استفاده شده‌است.[۳۸]
- Gazebo multi-robot 3D شبیه‌ساز فیزیک سازگار با ROS

سیستم‌های دیگر عبارتند از:
- URBI[۳۹] (C++ distributed/embedded components framework + parallel/event-driven orchestration script language)
- MRPT provides developers with portable and well-tested applications and libraries covering data structures and algorithms employed in common robotics research areas. It is open source, released under the BSD license.[۴۰] license.
- MOOS (lightweight robot framework. Used by MIT and Oxford autonomous vehicles.)
- YARP - yet another robots platform. Used in iCub.
- Autoware - full self-driving car software stack
- BRAHMS - message passing framework emphasizing precise timing and neuro-inspired models
- Player (robot framework, precursor to ROS, now largely deprecated)
- App Inventor for Android
- BlueBots,[۴۱] free bluetooth remote for custom bluetooth projects, such as robotics. Works with Arduino (as Arduino Mega).
- Amarino, a toolkit, basically consisting of an Android application and an Arduino library.[۴۲][۴۳]
- NXJ An open-source Java programming environment for the Lego NXT robot kit (http://lejos.sourceforge.net/)
- CLARAty Robotics software developed by JPL as part of the Mars program.
- Orocos, C++ framework for component-based robot control software
- Rock (the Robot Construction Kit) (Software integration framework for robotic systems based on Orocos/RTT.)
- Orca (robot framework)
- MyRobotLab (robot framework)(Broken Link)
- RoboComp (robot framework)
- RUBICS
- CARMEN (robot simulator)
- TeamBots (robot simulator)
- Open Dynamics Engine (physics engine for modelling articulated rigid-body dynamics; used inside Gazebo and other simulators.)
- Robot Overlord a open source Java / OpenGL multi-robot simulator.
- Simbad robot simulator (robot simulator)
- STDR Simulator (multi-robot 2D simulator)
- Dave's Robotic Operating System
- Sparky Telepresence Controller
- Home brew robot software running on the consumer robotic platform Spykee[پیوند مرده]
- OpenJAUS (robot / unmanned systems framework)
- RI-JAUS SDK A cross-platform, GPL-licensed C++ SDK implementing the JAUS protocol for robot control.
- OpenRTM-aist (robotics technology middleware)
- Open Platform for Robotic Services Component based framework, GUI editors in Eclipse and a Simulator, OPRoS Components
- miniBloq a graphical programming interface that allows to program robotic boards (Arduino Compatibles) without previous knowledge of programming[۴۴]
- Artoo a Ruby microframework for robotics and physical computing
- EEROS, an Easy, Elegant, Reliable, Open and Safe Real-Time Robotics Software Framework
- LSTS Toolchain is a set of tools and frameworks for the development of Networked Robot Systems.

### قطعات سخت‌افزاری
بسیاری از روبات‌های متن باز از سخت‌افزارهای متن باز (مانند آردوینو،Raspberry Pi و RISC) و همچنین حسگرها و مؤلفه‌های کنترلی خاص-روباتیک شامل موارد زیر استفاده می‌کنند:
- Make Controller Kit
- Open Source Ecology— مجموعه ای از ابزارهای مکانیکی که می‌توانند برای تولید یکدیگر استفاده شوند.
- Arduino Extentions For Robotic شامل Bluetooth4arduino[۴۵] و شعبده باز شاسی[۴۶] / Ardumoto[۴۷][۴۸]
- The Rossum Project ماژولهای متن باز روباتیک و ابزارهایی مثل نگاشت-گرها، شبیه‌سازهای روباتیک، ابزارهای طراحی انکدرها و …

## محبوبیت
اولین نشانه از افزایش محبوبیت ساخت روبات به صورت شخصی در انجمن‌های DIY نمود پیدا کرد که با رقابت‌های کوچکی حول توسعه وسایل نقلیه قابل کنترل از راه دور (مثل Robot combat) شروع شد. سپس به ساخت روبات‌های خودران مثل Sparky ارتقا پیدا کرده و در نهایت روبات‌های واقعی (قادر به تصمیم‌گیری) در قالب Open Automation Project و Leaf Project وارد میدان شدند. برخی شرکت‌های تجاری کیت‌هایی برای ساخت روبات‌های ساده ارائه می‌دهند.
یک مشکل تکراری به ویژه در پروژه‌های کیک استارتر این بود که بسیاری از پروژه‌ها با قول کاملاً متن بازبودن سخت‌افزار و نرم‌افزار شروع به کار کرده و پس از اینکه همه سرمایه موردنیاز خود را دریافت کردند، از قول خود عدول می‌کردند تا بتوانند تنها سازنده و فروشنده محصولشان باشند.
کاربردهای مشهور عبارتند از:
- وظایف داخلی: تمیزکار (مثل روبات کومبا)، شست‌وشوی کف و چمن زنی خودکار[۴۹][۵۰]
- استفاده از RepRaps و چاپگرهای سه بعدی دیگر برای نمونه سازی سریع، هنر، ساخت اسباب بازی‌ها، کمک‌های آموزشی
- اتوماسیون metalworks
- ساخت مدارات الکترونیکی (چاپ و نصب قطعات روی بردهای PCB)
- حمل و نقل یا وسایل نقلیه خودران
- روبات‌های مبارزه، شامل روبات‌هایی که به صورت دستی کنترل می‌شوند و روبات‌های خودکار مبارز